# Rancagua
Rancagua je město a obec ve středním Chile. Tvoří součást stejnojmenné aglomerace. Je hlavním městem provincie Cachapoal a regionu O'Higgins. Nachází se ve vzdálenosti 87 km jižně od hlavního města Santiaga de Chile. Původně se jmenovalo Santa Cruz de Triana. V roce 2012 mělo 232 211 obyvatel.
Hlavní ekonomické aktivity tvoří těžba měděné rudy, turistika, zemědělství, zpracování dřeva, produkce potravin (víno) a služby.
Město bylo vybráno jako spoluhostitel fotbalové Copa América 2015.
Pro národní sport je důležitý městský sportovní komplex Monumental Medialuna, kde se kromě tenisových soutěží koná každoročně Národní mistrovství v chilském rodeu (Champion de Chile).

## Partnerská města
- Bergen, Norsko
- Bílsko-Bělá, Polsko
- Curitiba, Brazílie
- Logroño, Španělsko
- Mendoza, Argentina
- Miajadas, Španělsko
- Pchadžu, Jižní Korea
- Pergamino, Argentina
- San Fernando, Chile